# Atherigona cogani
Atherigona cogani este o specie de muște din genul Atherigona, familia Muscidae, descrisă de Deeming în anul 1981.
Este endemică în Angola. Conform Catalogue of Life specia Atherigona cogani nu are subspecii cunoscute.